# نجمه خدمتي
نجمه خدمتي (بالفارسية: نجمه خدمتی) هي متسابقة رماية إيرانية ولدت في يوم 9 يونيو 1996 في مدينة بيرجند في إيران، أبرز إنجازاتها هو فوزها بالميدالية الذهبية في مسابقة AR40 في دورة الألعاب الآسيوية 2014 في إنشيون في كوريا الجنوبية.

## روابط خارجية
- نجمه خدمتي على موقع الاتحاد الدولي (الإنجليزية)
- نجمه خدمتي على موقع أوليمبيديا (الإنجليزية)